# 神岡町立大津山中学校
神岡町立大津山中学校（かみおかちょうりつ おおつやまちゅうがっこう）は、かつて岐阜県吉城郡神岡町（現・飛騨市）に存在した公立中学校。

## 概要
- 元は三井鉱山が神岡鉱山茂住坑の従業員の社宅（大津山社宅）の生徒のために設置された私立学校であった。1953年に神岡町に移管され、神岡町立大津山中学校となる。大津山社宅の縮小による生徒数減少の影響により廃校。
- 大津山小学校に併設され、あわせて大津山小中学校とも称した。

## 沿革
- 1947年（昭和22年）4月1日 - 三井鉱山により私立神岡第二中学校として開校。私立神岡第二小学校に併設。
- 1949年（昭和24年）4月1日 - 私立神岡第二中学校に改称する。
- 1950年（昭和25年） - 校舎を増築する。
- 1951年（昭和26年） - 校舎を増築する。
- 1953年（昭和28年）4月 - 神岡鉱山が私立学校法による学校法人設置を断念。神岡町に移管され、神岡町立大津山中学校に改称する。
- 1954年（昭和29年） - 校舎を増築する。
- 1975年（昭和50年）
  - 7月23日 - 閉校式を行う。
  - 7月31日 - 大津山社宅の縮小に伴う生徒減のため、神岡中学校に統合され廃校。同時に大津山小学校も神岡東小学校に統合され廃校。